# Жанаталап (Бурабайський район)
Жанатала́п (каз. Жаңаталап) — село у складі Бурабайського району Акмолинської області Казахстану. Входить до складу Зеленоборського сільського округу.
Кількість населення :179 осіб на 2021 рік, 252 осіби у 2009 році, 351 особа на 1999 рік, 367 осіб у 1989 році.).
Національний склад станом на 1989 рік:
- казахи — 100 %.